# Dysmachus trigonus
Dysmachus trigonus là một loài ruồi trong họ Asilidae. Dysmachus trigonus được Meigen miêu tả năm 1804.

## Hình ảnh

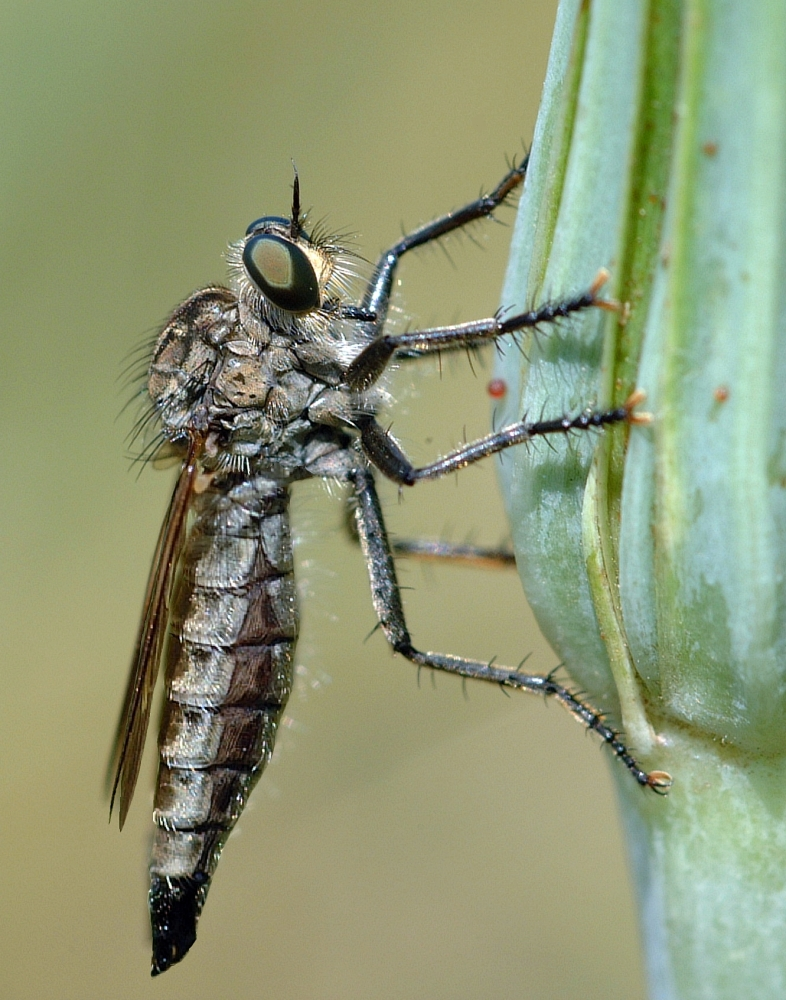
Dysmachus trigonus ♀
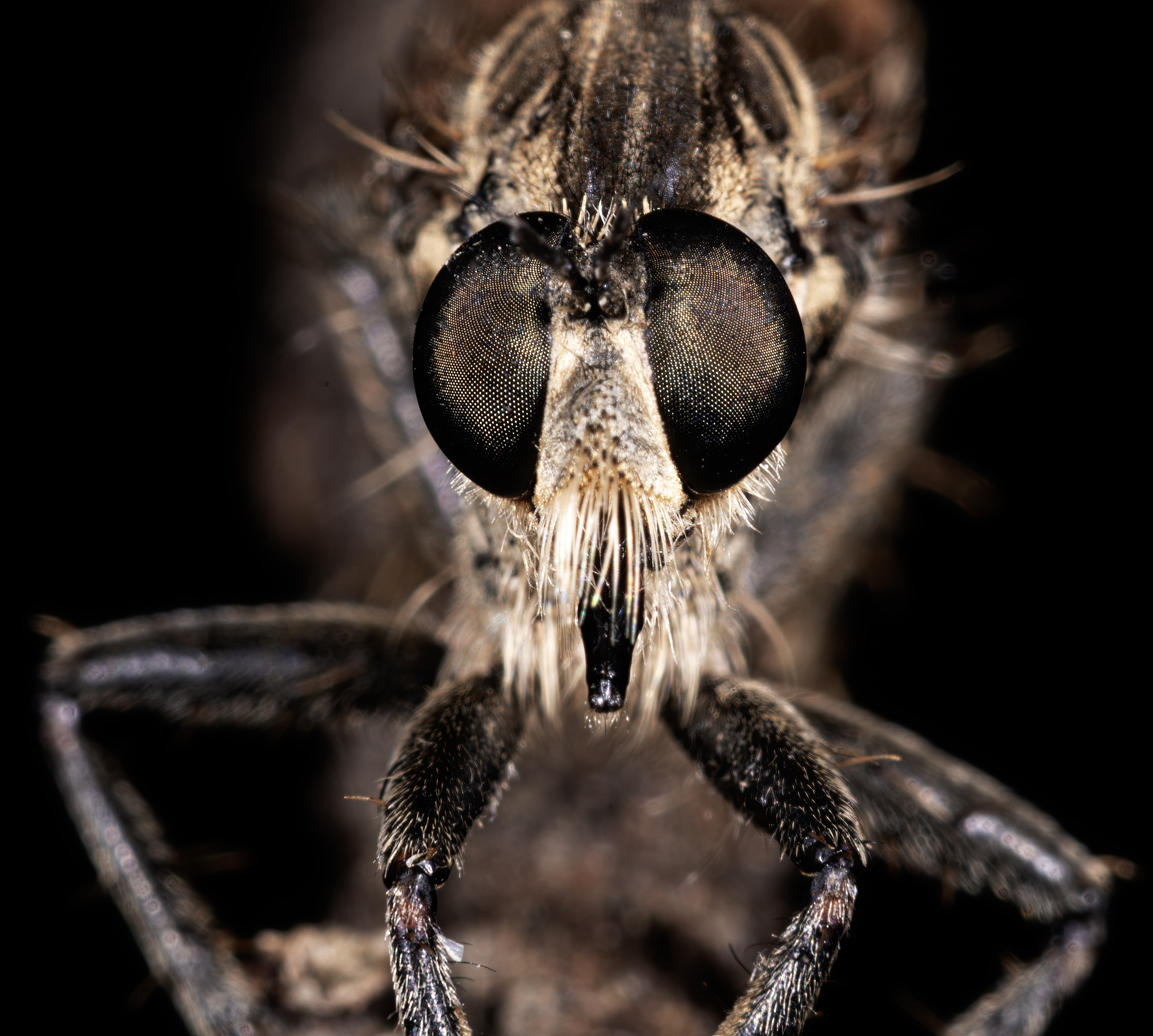
Chân dung
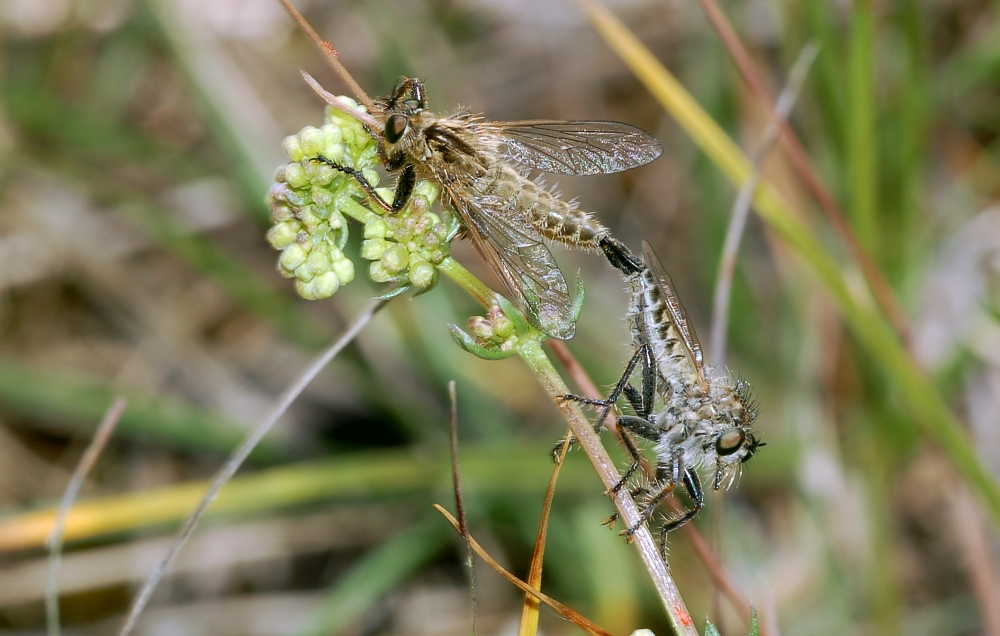
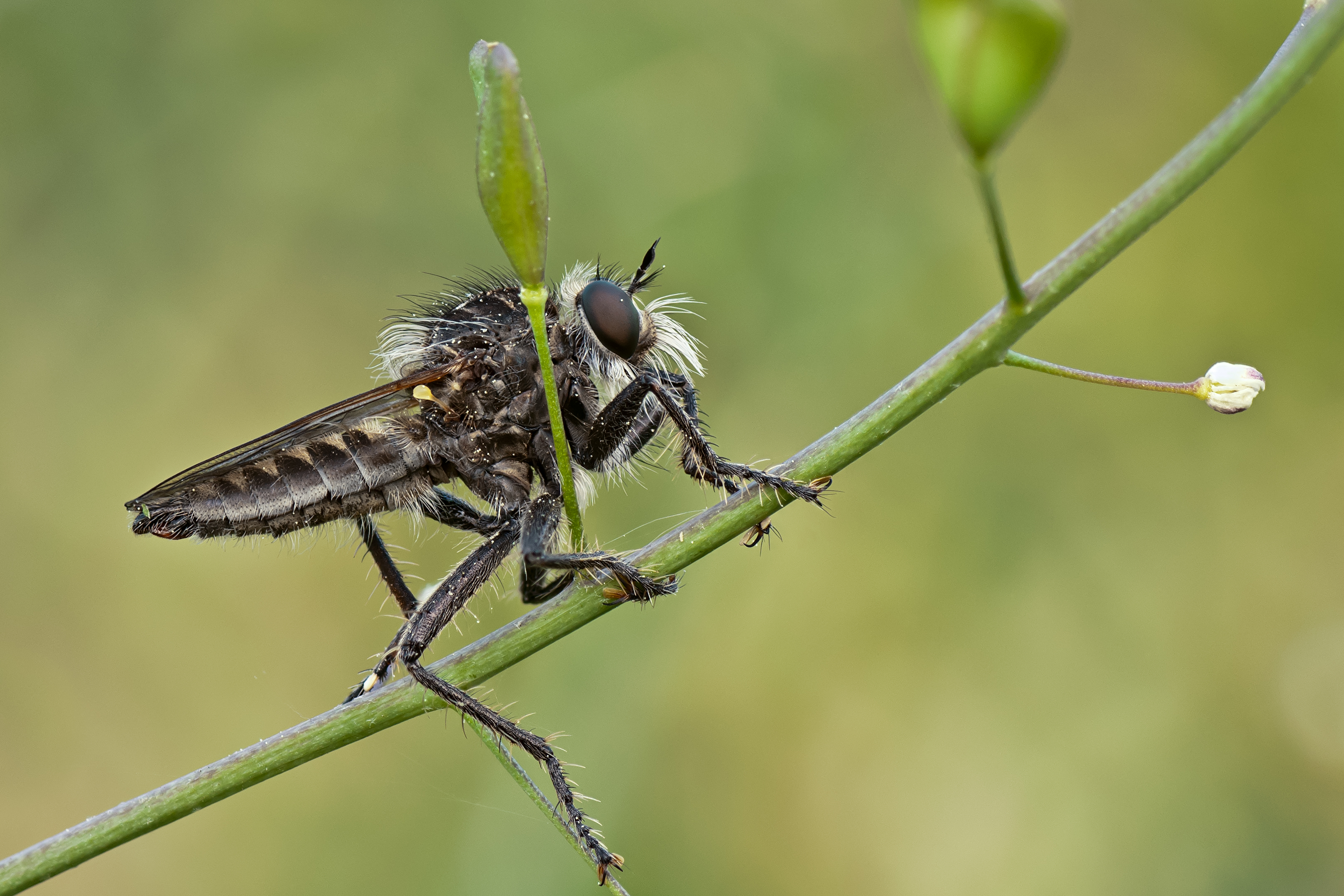